# Selaginella wolffii
Selaginella wolffii är en mosslummerväxtart som beskrevs av Sod.. Selaginella wolffii ingår i släktet mosslumrar, och familjen mosslummerväxter. Inga underarter finns listade i Catalogue of Life.